# Dialogi
Dialogi (Nederlands: Dialogen) is de gebruikelijke, postume benaming voor de verzamelde diatriben van Lucius Annaeus Seneca, geschreven in de jaren 40-64. Het zijn geen dialogen in literaire zin maar essayistische voordrachten waarin moraalfilosofische stellingen worden verdedigd en tegenwerpingen van denkbeeldige tegenstanders worden ontkracht. Telkens geeft Seneca stoïcijnse levenslessen. Drie van de dialogi zijn troostschriften: voor zijn moeder Helvia, zijn vriendin Marcia en de machtige vrijgelatene Polybius. De stijl is gebald en staccato.

## Inhoud
Het werk bestaat uit twaalf boeken, die traditioneel worden geplaatst in de volgorde waarin ze zijn opgenomen in de Codex Ambrosianus C 90:
1. Ad Lucilium de providentia (voorzienigheid, ca. 64)
2. Ad Serenum de constantia sapientis (standvastigheid van de wijze, ca. 55)
3. Ad Novatum de ira - eerste boek (woede, ca. 41)
4. Ad Novatum de ira - tweede boek (woede)
5. Ad Novatum de ira - derde boek (woede)
6. Ad Marciam de consolatione (troost, ca. 40)
7. Ad Gallionem de vita beata (levensgeluk, ca. 58)
8. Ad Serenum de otio (vrijetijdsbesteding, ca. 62)
9. Ad Serenum de tranquillitate animi (gemoedsrust, ca. 63)
10. Ad Paulinum de brevitate vitae (kortheid van het leven, ca. 49)
11. Ad Polybium de consolatione (troost, ca. 44)
12. Ad Helviam matrem de consolatione (troost, ca. 42)

## Nederlandse vertalingen
- Seneca. Vragen en antwoorden, vert. Cornelis Verhoeven, 1983. ISBN 9789026305771
- Seneca. Dialogen, vert. Tjitte H. Janssen, 1996. ISBN 9789053522509
- Seneca. Levenskunst. Filosofische essays over leven en dood, vertaald en toegelicht door Vincent Hunink, 2018. ISBN 9789025309268 (boeken 2 en 7-10)
- Seneca. Troost en volharding, vertaald en toegelicht door Vincent Hunink, 2021. ISBN 9789025313616 (boeken 11 en 12)